# Ornithotarsus immanis
Ornithotarsus immanis es la única especie conocida del género dudoso extinto  Ornithotarsus  (gr. “tarso de ave") es un género representado por una única especie de dinosaurio ornitópodo hadrosáurido, que vivió a finales del período Cretácico, hace aproximadamente 72 millones de años, en el Campaniense en lo que es hoy Norteamérica. 
En el invierno de 1869, el reverendo y naturalista Samuel Lockwood, mientras caminaba por Union Beach, en Raritan Bay cerca de Keyport, en el condado de Monmouth, Nueva Jersey, vio un hueso negro que sobresalía de una pared de tierra. La costa está retrocediendo gradualmente aquí y Lockwood revisó regularmente después de cada marea de primavera para ver si se revelaban fósiles. Con gran esfuerzo sacó del suelo la parte inferior de una espinilla y un peroné gigantes, cubiertos con una gruesa capa de óxido de hierro rojo. De camino a casa, notó una fractura nueva en uno de los huesos, lo que indica que todavía quedaba un trozo en el fondo. Inmediatamente se volvió para excavar eso también. Lockwood sabía que el escultor Benjamin Waterhouse Hawkins para el Museo Central Park en la ciudad de Nueva York tenía estatuas de Hadrosaurus que estaba haciendo. Lockwood entendió que los huesos debían pertenecer a un familiar y le ofreció a Hawkins que usara el nuevo hallazgo en sus reconstrucciones. Hawkins estaba muy satisfecho con esto, ya que el fósil recién descubierto despejó los detalles de la estructura del tobillo. También le envió a Lockwood un boceto del animal, un diseño para una imagen que quería publicar, con la solicitud de incluir un texto de acompañamiento. El pastor lo pasó mal con eso y, concentrándose en el problema, cayó en trance durante horas . En él tuvo una visión en la que vio a los saurios luchando entre sí, lo que lo inspiró a una historia emocionante.
Poco después, el profesor Othniel Charles Marsh se enteró de la historia y pidió que se le permitiera comprar el espécimen en una carta. Lockwood estuvo de acuerdo, pero pidió un retraso para poder hacer un molde para Hawkins, existe otra foto que muestra a Hawkins en su estudio con el modelo de yeso debajo de su modelo del esqueleto de hadrosaurio. Tan pronto como terminó, el gran rival de Marsh, el profesor Edward Drinker Cope, apareció en persona en Lockwood preguntando si no podía adquirir los huesos. Lockwood tuvo que declinar, pero se sintió obligado a permitir que Cope dibujara. Como más tarde se disculpó con Marsh en una carta.
Como resultado, Cope nombró rápidamente una nueva especie antes de que Marsh pudiera llegar a ella como Ornithotarsus immanis. El nombre del género significa "tobillo de pájaro" y se refiere a la fusión de la tibia y el hueso del tobillo, al igual que en las aves. La designación de especie significa "el inmenso" en latín . Cope creía que Ornithotarsus era miembro de Symphypoda, un grupo especial que había designado para reptiles con tobillos deformados, junto con Compsognathus. Pensó que Compsognathus estaba en desarrollo entre Hadrosaurus y los pájaros, lo que es cierto en un sentido muy amplio. Cope asumió correctamente que en los animales jóvenes la tibia y el hueso del tobillo aún mostraban una costura clara en la pierna y comprendió que la estructura ancha del tobillo indicaba un pie corto y pesado. También notó que el peroné se estrechaba hacia abajo en Ornithotarsus y que las descripciones anteriores de Hadrosaurus e Iguanodon probablemente reconstruyeron el hueso al revés. Marsh estaba profundamente exasperado por las acciones de Cope y el incidente ha sido visto como el comienzo de su enemistad de larga data, las Guerra de los Huesos.
El holotipo, YPM 3221, puede haberse encontrado en una capa de arcilla de la Formación Woodbury del Campaniano. Sin embargo, ya no se puede determinar el origen exacto; también puede haber sido otra capa del Cretácico Superior. El número de inventario muestra que Marsh finalmente adquirió los huesos porque "YPM" significa Museo Yale Peabody, el instituto que más o menos estaba en sus manos en ese momento. Sin embargo, la compra no se realizó hasta 1886. Hasta entonces, Marsh se contentaba con un elenco que ahora está disponible en el museo con el mismo número de inventario. El holotipo consiste en la parte inferior de un hueso de la pantorrilla izquierda en una parte más grande de la espinilla izquierda. El último hueso está unido a un hueso del tobillo y el primer hueso del talón. Ahora falta una falange del dedo superior asignada posteriormente. En 1942, Richard Swann Lull y Nelda Wright asignaron un tercer hueso metatarsiano a la especie, el espécimen ANSP 8596 encontrado en depósitos marinos frente a Merchantville, Nueva Jersey, principalmente debido a su tamaño similar.
Ornithotarsus es un animal muy grande, cuyos elementos conservados son aproximadamente un 80% más anchos que Hadrosaurus y si estimamos el tamaño de este último en 8 metros, esto da como resultado una longitud corporal de unos 14 a 15 metros y un peso de 12 toneladas para Ornithotarsus. La parte inferior de la espinilla tiene un ancho de cuarenta y cuatro centímetros. La parte que está unida al hueso del tobillo vista desde el frente es más estrecha. Cope, basándose en su dibujo, calculó el ancho en catorce pulgadas, unos 355 milímetros. Sin embargo, el ancho también puede haber sido causado por una construcción relativamente robusta debido al tamaño absoluto considerable, si esto se compensa, la longitud será de 12 metros. De lo contrario, sin embargo, el hallazgo muestra pocas características distintivas más allá de la de algún miembro de Hadrosauridae. El tobillo es bastante plano en el lado interno medido de adelante hacia atrás. Los investigadores a menudo han considerado a Ornithotarsus un sinónimo más moderno de Hadrosaurus foulkii pero eso se basó puramente en el supuesto origen de la formación Woodbury. Albert Prieto-Márquez lo colocó en 2006 como un nomen dubium.